# Nikolai Pudov
Nikolai Pudov   (7 de març de 1930 - 26 de març de 1999) fou un atleta rus, especialista en curses de fons, que va competir sota bandera de la Unió Soviètica durant la dècada de 1950.
En el seu palmarès destaca una medalla de bronze en els 10.000 metres al Campionat d'Europa d'atletisme de 1958, rere Zdzisław Krzyszkowiak i Ievgueni Jukov. A nivell nacional no guanyà cap campionat soviètic, però fou subcampió dels 5.000 metres el 1955 i medallista de bronze el 1958 i medallista de bronze en els 10.000 metres el 1957.
Entre 1963 i 1974 exercí d'entrenador de l'equip soviètic de fons. Posteriorment exercí diversos càrrecs a la Federació Soviètica d'atletisme

## Millors marques
- 5.000 metres. 14' 01.4" (1960)
- 10.000 metres. 29' 02.2" (1958)[4]